# Vändåtberget
Vändåtberget est une réserve naturelle située à 50 kilomètres au nord-ouest d'Örnsköldsvik dans le comté de Västernorrland en Suède. La réserve a été créée en 1989 et a une superficie de 3,45 km²,.
La forêt primaire de Vändåt est un habitat pour le coléoptère hautement menacé Pytho kolwensis, du genre Pytho et de la famille Pythidae. C'est également un habitat pour un longicorne, Nothorhina muricata,.
La signification du nom «Vändåt» n'est pas connue.

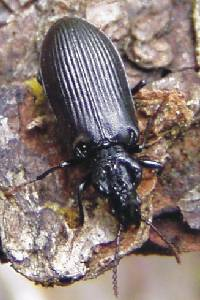
Pytho kolwensis, Vändåtberget.